# Електронний фільтр

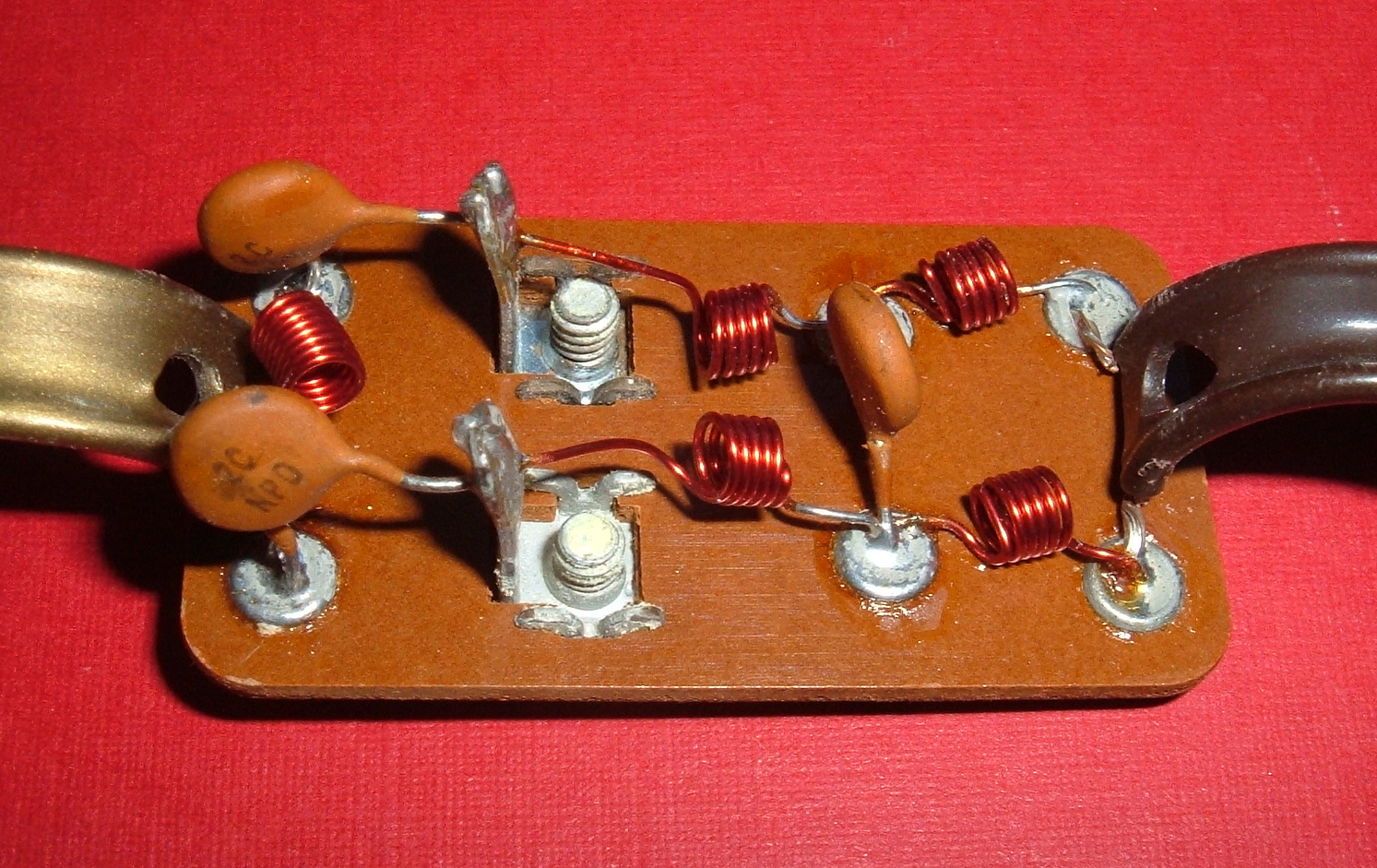
Багаторівневий пасивний LC-фільтр телевізійного сигналу

Електронний фільтр — електричний пристрій, в якому зі спектру поданих на його вхід електричних коливань виділяються (пропускаються на вихід) складові, розташовані в заданій смузі частот, і послаблюються (не пропускаються) всі інші складові.

## Загальний опис

Електронні фільтри використовуються в системах багатоканального зв'язку, радіопристроях, пристроях автоматики, телемеханіки, радіовимірювальної техніки тощо — скрізь, де передаються електричні сигнали за наявності інших сигналів і шумів, що заважають і відрізняються від перших за частотним розподілом; вони застосовуються також в випрямлячах струму для згладжування пульсацій випрямленого струму. Область частот, в якій лежать складові вихідного сигналу електронного фільтра, називають смугою пропускання (смугою затримання).
Властивості фільтра кількісно визначаються відносною величиною загасання, що вноситься ним в складові спектру електричних коливань: чим більше відмінність загасань в смузі затримання і смузі пропускання, тим сильніше виражені його фільтрувальні властивості. По вигляду кривої залежності загасання від частоти (по взаємному розташуванню смуг пропускання і затримання) розрізняють електронні фільтри:
- нижніх частот (ФНЧ), пропускає коливання з частотами не вище деякою граничної частоти f і пригнічує коливаннях з частотами вище f;
- верхніх частот (ФВЧ), пропускає коливання з частотами вище за деяку граничну частоту f і пригнічує коливання з частотами нижче f;
- смугово-проникні (СПФ) або смугові, пропускають коливання лише в кінцевому інтервалі частот від {\displaystyle f_{h}} до {\displaystyle f_{l}};
- смугово-затримуючі (СЗФ) або режекторні фільтри, зворотні ППФ по своїх частотних характеристиках.

Конструкція електронних фільтрів, технологія їх виготовлення, а також принцип дії визначаються перш за все робочим діапазоном частот і необхідним виглядом частотної характеристики.
У діапазоні від одиниць Кгц до десятків Мгц (в окремих випадках — до одиниць Ггц) набули поширення LC-фільтри (Рис. 1, а, б, г), що містять дискретні елементи: котушки індуктивності і електричні конденсатори. У діапазоні від доль гц до сотень кгц найчастіше використовують пасивні або активні RC-фільтри (Рис. 1, б), виконані на основі резисторів і конденсаторів (активний, крім того, містить підсилювач електричних коливань).
Дія LC- і RC-фільтрів заснована на використанні залежності реактивного опору (ємкісного і індуктивного) від частоти змінного струму. Для фільтрації сигналів, частота яких становить долі гц, служать електротеплові фільтри (ЕТФ), поєднані з джерелом тепла і термоелектричним перетворювачем; введення в ЕТФ підсилювачів з зворотним зв'язком дозволяє реалізувати електротеплові ФВЧ і СПФ. Відомі також електромеханічні фільтри, виконані на основі дискових, циліндрових, пластинчастих, гантельних і камертонних резонаторів. У таких електронних фільтрах використовується явище механічного резонансу; застосовуються в діапазоні від декількох кгц до 1 Мгц.
Високими властивостями відрізняються п'єзоелектричні СПФ і СЗФ, матеріалом для виготовлення яких служить п'єзокварц або п'єзоелектрична кераміка. Такими є, наприклад пьезокварцові фільтри на дискретних елементах — кварцових резонаторах у поєднанні з котушками індуктивності і конденсаторами; монолітні багаторезонаторні пьезокварцові фільтри. Зв'язок між резонаторами в останніх здійснюється за допомогою акустичних хвиль — об'ємних (для фільтрів, вживаних в діапазоні частот від декількох Мгц до десятків Мгц) або поверхневих (у діапазоні від декількох Мгц до 1—2 Ггц).
Особливу групу електронних фільтрів складають цифрові фільтри, що часто виконуються на інтегральних схемах. В техніці надвисоких частот електронні фільтри реалізують на основі відрізків ліній передачі (коаксіальних кабелів, полоскових ліній, металевих радіохвилеводів тощо), що є по суті розподіленими коливальними системами. В діапазоні 100 Мгц — 10 Ггц застосовують гребінчасті, шпилькові, зустрічно-стрижньові, ступінчасті і ін. електронні фільтри з полоскових резонаторів. У діапазоні від декількох Ггц до декількох десятків Ггц поширені хвилеводні електронні фільтри, що є хвилеводною секцією з підвищеною критичною частотою (хвилеводний ФВЧ) або секцію, що містить резонансні діафрагми або об'ємні резонатори (хвилеводний СПФ).

## Типи фільтрів
Фільтри, що знаходять застосування в обробці сигналів, бувають
- аналоговими або цифровими
- пасивними або активними
- лінійними і нелінійними
- рекурсивними і нерекурсивними

Серед безлічі рекурсивних фільтрів окремо виділяють наступні фільтри (за виглядом передавальної функції):
- фільтри Чебишева
- фільтри Бесселя
- фільтри Баттерворта
- еліптичні фільтри

По тому, які частоти фільтром пропускаються (затримуються), фільтри підрозділяються на:
- фільтри нижніх частот (ФНЧ)
- фільтри верхніх частот (ФВЧ)
- смугові фільтри (смугово-пропускні, СПФ)
- смугово непропускні (режекторні) фільтри (СНФ)
- фазові фільтри

## Принцип роботи пасивних аналогових фільтрів

### LC-фільтр

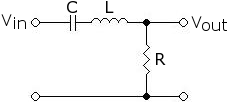
LC-фільтр

У схемах пасивних аналогових фільтрів використовують реактивні елементи, такі як котушки індуктивності і конденсатори. Опір реактивних елементів залежить від частоти сигналу, тому, комбінуючи такі елементи, можна добитися посилення або ослаблення гармонік з потрібними частотами.
На рисунку показано приклад простого смугового LC-фільтру: при подачі сигналу певної частоти на вхід фільтру (зліва), напруга на виході фільтру (справа) визначається відношенням реактивних опорів котушки індуктивності ({\displaystyle X_{L}=\omega L}) і конденсатора ({\displaystyle X_{C}=1/\omega C}).
Коефіцієнт передачі цього фільтру можна обчислити, розглядаючи дільник напруги, утвореного частотно-залежними опорами. Комплексний (з урахуванням зрушення фаз між напругою і струмом) опір котушки індуктивності є {\displaystyle Z_{L}=j\omega L=jX_{L}} і конденсатора {\displaystyle Z_{C}=1/(j\omega C)=-jX_{C}}, де, {\displaystyle j={\sqrt {-1}}}, тому, для ненавантаженого LC-фільтру
{\displaystyle K={\frac {Z_{C}}{Z_{L}+Z_{C}}}\,\!}.
Підставляючи значення опорів, одержимо для частотно-залежного коефіцієнта передачі:
{\displaystyle K(\omega )={\frac {1}{1-\omega ^{2}\,LC}}={\frac {1}{1-(\omega /\omega _{0})^{2}}}\,\!}.
Як видно, коефіцієнт передачі ненавантаженого ідеального смугового фільтру необмежено росте з наближенням до частоти {\displaystyle \omega _{0}=1/{\sqrt {LC}}}, і потім зменшується. На дуже низьких і дуже високих частотах коефіцієнт передачі такого фільтра близький до нуля. Взагалі, залежність модуля комплексного коефіцієнта передачі фільтру від частоти називають амлітудно-частотною характеристикою (АЧХ), а залежність фази — фазо-частотною характеристикою (ФЧХ).
У реальних схемах до виходу фільтру підключається активне навантаження, яке знижує добротність фільтру і запобігає гострому резонансу АЧХ поблизу частоти {\displaystyle \omega _{0}}. Величину {\displaystyle \rho ={\sqrt {L/C}}} називають характеристичним опором фільтру. Так, фільтр нижніх частот (ФНЧ), навантажений на опір, рівний характеристичному, має нерезонансну АЧХ, приблизно постійну для частот {\displaystyle \omega <\omega _{0}}, і убуває як {\displaystyle 1/\omega ^{2}} на частотах вище за {\displaystyle \omega _{0}}.. Тому, частоту {\displaystyle \omega _{0}}. називають частотою зрізу.
Аналогічним чином будується і LC-фільтр верхніх частот. У схемі ФВЧ міняються місцями котушка індуктивності і конденсатор. Для ненавантаженого ФВЧ виходить наступний коефіцієнт передачі:
{\displaystyle K(\omega )=-{\frac {(\omega /\omega _{0})^{2}}{1-(\omega /\omega _{0})^{2}}}\,\!}.
На дуже низьких частотах модуль коефіцієнта передачі ФВЧ близький до нуля. На дуже високих — до одиниці.

## Принцип роботи активних аналогових фільтрів

Активний фільтр

Активні аналогові фільтри будуються на основі підсилювачів, охоплених колом зворотного зв'язку (додатного або від'ємного). У активних фільтрах можливо уникнути застосування котушок індуктивності, що дозволяє зменшити фізичні розміри пристроїв, спростити і здешевити їх виготовлення.

## Застосування
LC-фільтри використовуються в силових електричних ланцюгах для гасіння перешкод. У каскадах радіоелектронної апаратури часто застосовуються перебудовувані LC-фільтри, наприклад, простий LC-контур, включений на вході середньохвильового радіоприймача забезпечує настройку на певну радіостанцію.
Фільтри використовуються в звуковій апаратурі в багатосмугових еквалайзерах для коректування АЧХ, для розділення сигналів низьких, середніх і високих звукових частот в багатосмугових акустичних системах, в схемах частотної корекції магнітофонів і ін.